# 鷹司標子
鷹司 標子（たかつかさ しなこ、文政3年1月16日（1820年2月29日） - 安政5年11月27日（1858年12月31日））は、阿波徳島藩13代藩主・蜂須賀斉裕の正室。院号は祥雲院。
父は関白・鷹司政通、母は家女房。徳島藩12代藩主蜂須賀斉昌の継室・鷹司并子は叔母にあたる。

## 生涯
関白・鷹司政通と家女房との間に生まれる。その後、蜂須賀斉裕に嫁ぎ、蜂須賀隆芳の長女である倫子（権大納言鷹司輔政正室）を養女とした。
安政5年11月27日（1858年12月31日）、死去。